# Peba striata
Peba striata är en fjärilsart som beskrevs av Mielke 1968. Peba striata ingår i släktet Peba och familjen tjockhuvuden. Inga underarter finns listade i Catalogue of Life.